# Carlo Bonomi
Carlo Bonomi (Milaan, 12 maart 1937 – aldaar, 6 augustus 2022) was een Italiaanse clown en stemacteur.
Bonomi leverde de stem voor de hoofdfiguren in de animatieseries Pingu en La Linea. Hij gebruikte hiervoor een fantasietaal, Pinguish genoemd, die hij zonder script insprak.
In 1985 nam hij de omroepberichten voor het Station Milano Centrale op, die tot 2008 in gebruik bleven.
- Bibliothèque nationale de France: cb170488781 (data)
- International Standard Name Identifier: 0000 0004 5962 4635
- Library of Congress Control Number: no2022097578
- MusicBrainz: dcce8d9c-6dff-4bfd-8811-d0ffee17721e
- Réseau des bibliothèques de Suisse occidentale: 02-A009082278
- Virtual International Authority File: 306063729